# Northfield (Nova Jérsei)
Northfield é uma cidade localizada no estado americano de Nova Jérsei, no Condado de Atlantic.

## Demografia
Segundo o censo americano de 2010 a sua população era de 8624 habitantes, e em 2019 foi estimada uma população de 8031,.

## Geografia
De acordo com o United States Census Bureau tem uma área de
9,0 km², dos quais 8,9 km² cobertos por terra e 0,1 km² cobertos por água.

## Localidades na vizinhança
O diagrama seguinte representa as localidades num raio de 8 km ao redor de Northfield.